# Adelostemma
Adelostemma là chi thực vật có hoa trong họ Apocynaceae.
Chi này đôi khi được gộp trong chi Cynanchum nghĩa rộng.

## Các loài
Khi được công nhận thì chi này chứa 1 loài là Adelostemma gracillimum, bản địa Myanmar và Trung Quốc (Quảng Tây, Quý Châu, Vân Nam).